# Cuencas costeras entre los ríos Mataquito y Maule
Las cuencas costeras entre los ríos Mataquito y Maule es el nombre del ítem 072 del inventario de cuencas de Chile (BNA) dado al grupo de cuencas litorales exorreicas adyacentes ubicadas entre las desembocaduras de los ríos Mataquito y Maule. En el inventario DARH, este ítem lleva el nombre cuencas costeras Talca y se le asigna el número 0702.: 109 

El ítem 072 del inventario BNA, es

## Límites
Las cuencas del ítem BNA 072 limitan al norte con la desembocadura de la cuenca del río Mataquito y al sur y al este con la desembocadura de la cuenca del río Maule.
La totalidad de las cuencas se encuentran en la Región de Maule, en la Provincia de Talca.
| Comuna       | Superficie comuna (km²) | Porcentaje superficie comuna en cuenca (%) |
| ------------ | ----------------------- | ------------------------------------------ |
| Constitución | 1.340                   | 38,7%                                      |
| Curepto      | 1.070                   | 37,4%                                      |
| Pencahue     | 956                     | 17,6%                                      |

## Geomorfología
Los accidentes geográficos que caracterizan a las cuencas son las planicies marinas o fluviomarinas y la cordillera de la Costa.: 2 

## Subdivisiones
Para mejor estudio y administración, la Dirección General de Aguas ha dividido las cuencas en subcuencas y subsubcuencas, primero en el inventario BNA de 1978 y luego en el inventario DARH de 2014. Si bien en los mapas públicos disponibles los cambios en los límites son imperceptibles, sí lo son los cambios en las divisiones internas en las cuencas que se muestran en las tablas a continuación.
| Código     | Nombre                 | Código en mapa         | Tipología de cuenca    | Vertiente de cuenca    | Origen de cuenca       | Temperatura media anual (C°) | Temperatura máxima (C°) | Temperatura mínima (C°) | Precipitación anual (mm) | Número de estaciones fluviométricas | Número de estaciones pluviométricas | Área (km²)             |
| ---------- | ---------------------- | ---------------------- | ---------------------- | ---------------------- | ---------------------- | ---------------------------- | ----------------------- | ----------------------- | ------------------------ | ----------------------------------- | ----------------------------------- | ---------------------- |
| 0702       | Cuencas Costeras Talca | Cuencas Costeras Talca | Cuencas Costeras Talca | Cuencas Costeras Talca | Cuencas Costeras Talca | Cuencas Costeras Talca       | Cuencas Costeras Talca  | Cuencas Costeras Talca  | Cuencas Costeras Talca   | Cuencas Costeras Talca              | Cuencas Costeras Talca              | Cuencas Costeras Talca |
| 07020000   | Río Huenchullami       | 31                     | Exorreica              | Pacífico               | Pluvial                | 13.0                         | 26.2                    | 3.5                     | 885.6                    | 0                                   | 0                                   | 234.3                  |
| 0702000000 | Estero La Vaquería     | 32                     | Exorreica              | Pacífico               | Pluvial                | 12.9                         | 26.9                    | 3.0                     | 892.0                    | 0                                   | 1                                   | 206.5                  |
| 0702000001 | Estero Coipue          | 33                     | Exorreica              | Pacífico               | Pluvial                | 12.7                         | 26.8                    | 2.7                     | 940.8                    | 0                                   | 0                                   | 312.7                  |
| 070201     | Carrizal               | 0                      | Exorreica              | Pacífico               | Pluvial                | 12.8                         | 25.2                    | 3.6                     | 885.9                    | 0                                   | 1                                   | 336.3                  |

| Cuenca                                                   | Subcuenca | Subsubcuenca | Aguas                                                       | Área drenaje km² | Observaciones |
| -------------------------------------------------------- | --------- | ------------ | ----------------------------------------------------------- | ---------------- | ------------- |
| 072 Cuencas costeras entre ríos Mataquito y Maule (mapa) |           |              |                                                             |                  |               |
| 072                                                      | 0720      | 07200        | Río Huenchullami                                            | 751              |               |
| 072                                                      | 0721      | 07210        | Costeras entre Río Huenchullami y Río Maule                 | 337              |               |
| total:                                                   | 2         | 2            | Región: VII (100%) / Tipo: Exorreica / Desemb.: O. Pacífico | 1088             |               |

## Hidrología

Diagrama unifilar de las cuencas costeras entre los ríos Mataquito y Maule según el mapa de la zona de las FF. AA. de los Estados Unidos de América.

### Red hidrográfica
Los cuerpos de agua considerados en esta categoría son:

### Caudales y régimen
Las cuencas litorales entre el río Mataquito y el río Maule tienen un régimen pluvial.: 10 

### Acuíferos
En las cuencas litorales se ubica un acuífero nombrado "Costeras Maule" en el que se ha definido un SHAC de nombre "Playa Junquillar" con el código SHAC-07-16-358 que ocupa un área de 1.089 km².: 127 

### Humedales
Los humedales de Putú-Huenchullami han sido declarados santuarios de la naturaleza.

### Desaladoras
No hay desaladoras en las cuencas costeras Mataquito-Maule, pero en cuencas aledañas se están construyendo tales para suplir la falta de agua potable que resulta de la sequía,: 58 

## Obras hidráulicas
En las cuencas del interfluvio litoral Mataquito-Maule no se han construido, al año 2022, obras o infraestructuras de embalses ni centrales hidroeléctricas, aunque sí bocatomas y canales para el riego.: 46 

## Clima

Distritos agroclimáticos en el ítem 072 del inventario de cuencas de Chile según el Atlas agroclimático.

El Atlas agroclimático de Chile distingue 4 distritos agroclimáticos en las cuencas litorales entre Mataquito y Maule:
- 5-7-1 Templado cálido supratermal con régimen de humedad semiárido (Csb2Sa). La temperatura oscila entre un máximo de enero de 23,7 °C (máx de 25,2 °C y mín de 21 °C dentro del distrito) y un mínimo de julio de 6,5 °C (máx de 7,7 °C y mín de 6 °C dentro del distrito). Tiene un promedio de 345 días consecutivos libres de heladas. En el año se registra un promedio de 1 helada. El período de temperaturas favorables a la actividad vegetativa dura 12 meses. Registra anualmente 1.375 días grado y 249 horas de frío acumuladas hasta el 31 de Julio. La precipitación media anual es de 616 mm y un período seco de 7 meses, con un déficit hídrico de 828 mm/año. El período húmedo dura 4 meses durante los cuales se produce un excedente hídrico de 230 mm.
- 7-8-1 Templado cálido supratermal con régimen de humedad sub húmedo seco (Csb2Shs). La temperatura oscila entre un máximo de enero de 24,4 °C (máx de 26,3 °C y mín de 20 °C dentro del distrito) y un mínimo de julio de 6,3 °C (máx de 6,7 °C y mín de 5,3 °C dentro del distrito). Tiene un promedio de 339 días consecutivos libres de heladas. En el año se registra un promedio de 2 heladas. El período de temperaturas favorables a la actividad vegetativa dura 11 meses. Registra anualmente 1.362 días grado y 303 horas de frío acumuladas hasta el 31 de Julio. La precipitación media anual es de 920 mm y un período seco de 5 meses, con un déficit hídrico de 726 mm/año. El período húmedo dura 4 meses durante los cuales se produce un excedente hídrico de 375 mm.
- 7-8-2 Templado cálido supratermal con régimen de humedad sub húmedo seco (Csb2Shs). La temperatura oscila entre un máximo de enero de 27,1 °C (máx de 29 °C y mín de 24,6 °C dentro del distrito) y un mínimo de julio de 5,7 °C (máx de 6,5 °C y mín de 4,7 °C dentro del distrito). Tiene un promedio de 300 días consecutivos libres de heladas. En el año se registra un promedio de 3 heladas. El período de temperaturas favorables a la actividad vegetativa dura 9 meses. Registra anualmente 1.595 días grado y 395 horas de frío acumuladas hasta el 31 de Julio. La precipitación media anual es de 858 mm y un período seco de 6 meses, con un déficit hídrico de 838 mm/año. El período húmedo dura 4 meses durante los cuales se produce un excedente hídrico de 325 mm.
- 7-8-3 Templado cálido supratermal con régimen de humedad sub húmedo seco (Csb2Shs). La temperatura oscila entre un máximo de enero de 29,5 °C (máx de 31 °C y mín de 27,8 °C dentro del distrito) y un mínimo de julio de 5 °C (máx de 6 °C y mín de 4,3 °C dentro del distrito). Tiene un promedio de 262 días consecutivos libres de heladas. En el año se registra un promedio de 6 heladas. El período de temperaturas favorables a la actividad vegetativa dura 9 meses. Registra anualmente 1.754 días grado y 557 horas de frío acumuladas hasta el 31 de Julio. La precipitación media anual es de 816 mm y un período seco de 6 meses, con un déficit hídrico de 947 mm/año. El período húmedo dura 4 meses durante los cuales se produce un excedente hídrico de 291 mm.

Diagrama Walter-Lieth para la ciudad de Constitución, en la desembocadura del río Maule, que es el límite sur de las cuencas costeras.

Los diagramas Walter Lieth muestran con un área azul los periodos en que las precipitaciones sobrepasan la cantidad de agua que el calor del sol evapora en el mismo lapso de tiempo, (un promedio de 10 °C mensuales evaporan 20 mm de agua caída) dejando un clima húmedo. Por el contrario, las zonas amarillas indican que durante ese tiempo el agua caída puede ser evaporada por el calor del sol. El área gris señala meses muy húmedos.

## Actividades económicas
En las cuencas no existen grandes industrias procesadoras de materia prima. Se desarrollan plantaciones forestales, pero tampoco existen procesos industriales asociados a la madera. En cuanto al desarrollo de la agricultura en las cuencas, la producción agrícola es de subsistencia o familiar-campesina, enfocada en el cultivo de granos, legumbres y pequeñas viñas; de comercialización en mercados locales. Conforme a la información de diferentes fuentes, dicha actividad es precaria, poco tecnológica y tradicional; desapareciendo hacia las zonas altas de la cuenca, donde predomina la actividad forestal. El 80% del área suceptible a ser ocupada por bosques ya trabaja en la producción forestal. El turismo se concentra en torno a las dunas de Pudú.: 15 